# Semaine nationale des papillons de nuit
La Semaine nationale des papillons de nuit (abrégée en anglais en NMW pour « National Moth Week ») est un projet de science citoyenne visant à étudier et à enregistrer les populations de papillons nocturnes. Elle encourage à la participation aux études sur les papillons de nuit, qu'on soit scientifique ou non, avec une emphase particulière sur les observations nocturnes. Toute personne peut participer soit lors d'événements organisés, soit individuellement depuis son propre jardin. La Semaine nationale des papillons de nuit a établi des collaborations avec des bases de données biologiques en ligne renommées. Les participants contribuent à cartographier la distribution mondiale des papillons de nuit, offrant ainsi des informations précieuses sur leur biologie.
La Semaine nationale des papillons de nuit a été créée aux États-Unis en 2012 par la Friends of the East Brunswick Environnemental Commission, une organisation à but non lucratif du New Jersey. Depuis son lancement, cette initiative a étendu sa portée pour englober des événements dans tous les cinquante États américains ainsi que dans plus de 80 pays à travers le monde. En 2023, il y a eu des milliers de participants aux États-Unis et dans 117 pays.